# 大战场站
大战场站是位于宁夏回族自治区中卫市中宁县大战场镇的一个铁路车站，邮政编码751706。车站建于1995年，有宝中铁路经过该站，现办理客运业务，不办理货运业务，车站及其上下行区间均已电气化。车站距离宝鸡站473公里，隶属兰州铁路局，是五等站。
1. ↑  铁道部电子计算技术中心, 铁道部运输局. . 北京: 中国铁道出版社. 1998: 93. ISBN 9787113030995.